# Villatuerta
Villatuerta és un municipi de Navarra, a la comarca d'Estella Oriental, dins la merindad d'Estella. Limita amb Deierri al nord, Aberin i Oteiza al sud, Cirauqui i Mendigorria a l'est i Estella a l'oest.

## Demografia
| Evolució demogràfica                                   | Evolució demogràfica | Evolució demogràfica | Evolució demogràfica | Evolució demogràfica | Evolució demogràfica | Evolució demogràfica | Evolució demogràfica | Evolució demogràfica | Evolució demogràfica | Evolució demogràfica |
| 1996                                                   | 1998                 | 1999                 | 2000                 | 2001                 | 2002                 | 2003                 | 2004                 | 2005                 | 2006                 | 2007                 |
| ------------------------------------------------------ | -------------------- | -------------------- | -------------------- | -------------------- | -------------------- | -------------------- | -------------------- | -------------------- | -------------------- | -------------------- |
| 786                                                    | 767                  | 817                  | 778                  | 818                  | 864                  | 908                  | 970                  | 990                  | 983                  | 1 044                |
| Fonts: Villatuerta i Institut d'Estadística de Navarra |                      |                      |                      |                      |                      |                      |                      |                      |                      |                      |

## Personatges cèlebres
- Sant Veremon: Abat del monestir de Santa María la Real d'Iratxe o Iratxe, des de 1056 aa 1098). Patró del Camí de Santiago a Navarra. Se celebra el 8 de març.